# 藤原為隆
藤原 為隆（ふじわら の ためたか）は、平安時代後期の公卿。藤原北家勧修寺流、参議・藤原為房の長男。官位は従三位・参議。日記『永昌記』を記した。

## 経歴
応徳3年（1086年）白河天皇の六位蔵人となる。応徳4年（1087年）従五位下・越前権守に叙任され、寛治2年（1088年）甲斐守に遷る。寛治6年（1092年）従五位上に昇叙された。
寛治8年（1094年）中宮・篤子内親王の中宮権大進として京官に復し、承徳3年（1099年）堀河天皇の五位蔵人に任ぜられる。長治2年（1105年）右少弁を兼ねると、嘉承元年（1106年）権右中弁、天仁2年（1109年）従四位下・右中弁、天永4年（1113年）従四位上次いで正四位下、永久3年（1115年）左中弁と弁官を務めながら順調に昇進する。この間の天永3年（1112年）南方より俄かに炎が高く上がる。火勢が強く、大納言・藤原実季の後家の宅に加えて為隆の邸宅も焼亡した。
保安3年（1122年）正月に蔵人頭に補任されると、同年12月に参議兼右大弁に昇任され公卿に列す。議政官として左右大弁や勘解由長官を兼帯し、大治3年（1128年）従三位に昇る。為隆は権中納言への昇任を望むものの果たせず終わるが、上﨟参議の源師時が愁訴して阻止、あるいは白河法皇から臣家の後見を受けている者を中納言にするのは難しいと言われたなどの逸話が残っている。
大治5年（1130年）9月に数日病に悩まされていた為隆はこれを治癒しようと万方を尽くしたが癒えることなく、7日に官職を辞職。翌8日の朝出家して、同日申刻薨去。臨終は『安住正念』と評された。享年61。

## 人物
『後拾遺往生伝』によれば毎回朝議にあったとされる。さらに、資性倜儻（才気があり優れている）、才器軼人（才器で優れている）、職事三代、可謂独歩（職事三代独歩と謂うべし）と評されている。

## 官歴
『公卿補任』による。
- 応徳3年（1086年） 11月21日：六位蔵人
- 応徳4年（1087年） 正月5日：従五位下。3月28日：越前権守
- 寛治2年（1088年） 正月25日：甲斐守
- 寛治6年（1092年） 正月19日：従五位上（北圓堂供養行幸賞）
- 寛治8年（1094年） 6月13日：中宮権大進（中宮・篤子内親王）
- 承徳元年（1097年） 12月8日：正五位下（陽明門院去嘉保元年御給）
- 承徳3年（1099年） 正月18日：五位蔵人
- 康和6年（1104年） 正月28日：木工頭
- 長治2年（1105年） 3月16日：右少弁、権大進如元
- 嘉承元年（1106年） 6月22日：中宮大進、権右中弁。6月28日：勧学院別当
- 天仁2年（1109年） 正月6日：従四位下、率分勾当。正月22日：右中弁、大進如元
- 天永2年（1111年） 正月23日：備中介
- 天永4年（1113年） 正月5日：従四位上（弁労）。12月：正四位下（行幸賞）
- 永久3年（1115年） 8月13日：左中弁
- 元永2年（1119年） 正月18日：遠江守、造東寺長官
- 保安2年（1121年） 12月15日：辞遠江守
- 保安3年（1122年） 正月23日：蔵人頭。9月20日：修理左宮城使。12月17日：参議（貫首（蔵人頭）一年労）。12月21日：右大弁
- 保安4年（1123年） 正月22日：勘解由長官、讃岐権守　4月：左大弁
- 天治2年（1125年） 正月19日：周防権守（明後年又見）
- 大治3年（1128年） 4月28日：従三位（行幸春日行事賞）
- 大治5年（1130年） 9月7日：辞職。9月8日：出家、薨去

## 系譜
- 父：藤原為房[5]
- 母：源頼国の娘
- 妻：藤原有佐の娘
  - 男子：藤原憲方（1119-1160）
  - 男子：藤原光房（1109-1154）
- 妻：源基綱の娘
  - 男子：藤原憲隆
- 妻：源基俊の娘
  - 男子：藤原憲光
- 妻：源基清の娘
  - 男子：藤原為国
- 妻：不詳
  - 男子：覚隆
  - 女子：源顕雅室
  - 三女：平実親室（1094-1120）
  - 女子：藤原宗能室
  - 女子：藤原俊経室
  - 女子：藤原親隆室
  - 女子：源俊隆室